# Municipio de Los Palacios
Municipio de Los Palacios är en kommun i Kuba.   Den ligger i provinsen Provincia de Pinar del Río, i den västra delen av landet, 110 km sydväst om huvudstaden Havanna. Antalet invånare är 38 950. Arean är 786 kvadratkilometer.
Terrängen i Municipio de Los Palacios är platt åt sydost, men åt nordväst är den kuperad.